# Rana Mitter
Shantashil Rajyeswar Mitter OBE FBA (nacido en 1969), más conocido como Rana Mitter, es un historiador y politólogo británico de origen indio especializado en la historia de la China republicana. Es profesor de Historia y Política de la China Moderna en el Departamento de Política y Relaciones Internacionales de la Universidad de Oxford, Director del Centro Dickson Poon China, y miembro y Vice-Master de St Cross College de Oxford. Su libro de 2013 China's War with Japan, 1937-1945: The Struggle for Survival (titulado Forgotten Ally: China's War with Japan, 1937-45 para su publicación en EE. UU.), sobre la segunda guerra sino-japonesa, fue bien recibido por la crítica.
También es presentador habitual de Night Waves (ahora conocido como "Free Thinking") en BBC Radio 3.
Mitter se educó en el Lancing College y en el King's College, Cambridge, donde también obtuvo un máster y el doctorado; en 1991 fue elegido presidente de la Cambridge Union Society. También fue becario Kennedy en la Universidad de Harvard. El 16 de julio de 2015, fue elegido miembro de la Academia Británica (FBA).
Fue nombrado Oficial de la Orden del Imperio Británico (OBE) el 2019, por servicios a la educación. 
Mitter trabaja principalmente investigando sobre el surgimiento del nacionalismo en la China moderna.

### Estudios críticos, reseñas y biografía
- Kushner, Barak (November 2013). «[Review of China's war with Japan]». History Today 63 (11): 62.
- Bickers, Robert (7 de diciembre de 2017). «Barbarians Out!». The New York Review of Books 64 (19): 42-44. Review of Out of China: How the Chinese Ended the Era of Western Domination.